# Плахтянська сільська рада
| Плахтянська сільська рада — орган місцевого самоврядування у Макарівському районі Київської області з адміністративним центром у с. Плахтянка. Історична дата утворення: в 1918 році. Сільській раді підпорядковані населені пункти: - с. Плахтянка |

## Склад ради
Рада складається з 16 депутатів та голови.

### Керівний склад ради
| ПІБ                        | Основні відомості                                                                             | Дата обрання | Дата звільнення |
| -------------------------- | --------------------------------------------------------------------------------------------- | ------------ | --------------- |
| Лудченко Микола Михайлович | Сільський голова, 1950 року народження, освіта, член Всеукраїнського об'єднання 'Батьківщина' | 26.03.2006   | 31.10.2010      |
| Романець Сергій Леонідович | Сільський голова, 1956 року народження, освіта вища, безпартійний                             | 31.10.2010   |                 |

Примітка: таблиця складена за даними джерела